# Elmar Theodor Mäder
 (septembre 2010).
Si vous disposez d'ouvrages ou d'articles de référence ou si vous connaissez des sites web de qualité traitant du thème abordé ici, merci de compléter l'article en donnant les références utiles à sa vérifiabilité et en les liant à la section « Notes et références ».
Pour les articles homonymes, voir Mader.
Elmar Mäder né le 28 juillet 1963 à Niederuzwil, village de la commune d’Uzwil dans le canton de Saint-Gall en Suisse, fut le 33e commandant de la Garde suisse pontificale de 2002 à 2008.

## Biographie
Il est l'un des cinq enfants de Théo et Katharina Mäder. Passant son enfance à Zuzwil (canton de Saint-Gall), il étudie à la Hochschule de Saint-Gall, puis entre à l’université de Fribourg. Il s’engage dans l'armée suisse, où il atteint le grade de premier-lieutenant dans les forces de défense aérienne.
Il entre dans la Garde suisse pontificale en 1998 et obtint le commandement de celle-ci en 2002 en remplacement de Pius Segmüller.

### Vie privée
Elmar Mäder est marié à Thérèse Blöchliger et ils ont quatre enfants.

## Prise de position
En 2004, il avait affirmé que jamais une femme n'entrerait dans la Garde suisse, « du moins pas sous mon commandement » avait-il ajouté, objectant que les quartiers de casernement étaient trop exigus et que, selon lui, la présence de femmes « pourrait engendrer des rivalités amoureuses et des problèmes disciplinaires chez des jeunes de 20 à 25 ans ». Il a ajouté également : « Les gardes sont jeunes et je ne veux pas qu'il y ait des problèmes. Je ne dis pas que les femmes ne sont pas aptes à servir dans les forces de sécurité, c'est plutôt une question de discipline. [...] Les gardes sont jeunes et ils ne sont au service que de Dieu et du pape ».
Il a dénoncé, dans l'hebdomadaire suisse Schweiz am Sonntag, l'existence d'un « lobby gay » au Vatican, « réseau » d'ecclésiastiques homosexuels au Saint-Siège, qui « finissent par constituer une vraie société secrète capable de mettre à mal la sécurité du pape ».